# Good Will Hunting
Good Will Hunting (El indomable Will Hunting en España, Mente indomable en México y En busca del destino en el resto de Hispanoamérica) es una película de 1997 dirigida por Gus Van Sant. La película obtuvo nueve nominaciones a los Óscar, ganando dos de ellos: uno al mejor guion original, para Matt Damon y Ben Affleck, y el otro al mejor actor de reparto para Robin Williams.

## Argumento
Will Hunting, de 20 años de edad y del sur de Boston, tiene un intelecto del nivel de un genio y una excelente memoria eidética; pero en lugar de explotar su talento opta por vivir una vida fácil y sin compromisos trabajando en la limpieza —quizá como ayudante del conserje— en el Instituto de Tecnología de Massachusetts, además de pasar su tiempo libre con sus amigos Chuckie Sullivan, Billy McBride y Morgan O'Mally. El combinatorista ganador de la Medalla Fields, el profesor Gerald Lambeau, plantea en la pizarra para sus alumnos un problema difícil, tomado de la teoría de grafos algebraicos, como un reto a sus estudiantes de posgrado, y el problema es resuelto rápida pero anónimamente. En realidad, fue Will quien lo resolvió. Lambeau publica un problema mucho más difícil pero Will es descubierto cuando intenta resolverlo y huye. Al mismo tiempo, durante una noche de copas con sus amigos conoce a Skylar, una estudiante británica a punto de graduarse en la Universidad de Harvard y obtener un título de posgrado en la Escuela de Medicina de la Universidad de Stanford, en California.
Will es encarcelado después de agredir a un hombre que lo había intimidado cuando era niño, y de golpear a un policía. Lambeau insta y ayuda a Will para no ir a la cárcel, si él está de acuerdo en estudiar matemáticas bajo su supervisión y ver a un terapeuta. Will acepta el trato, pero trata a sus terapeutas con burla y desprecio y se niega a trabajar con ellos. En su desesperación, Lambeau le pide ayuda a Sean Maguire, que fue compañero de habitación de Lambeau en la universidad, que también se crio en el sur de Boston, y que ahora enseña psicología en Bunker Hill Community College. A diferencia de los otros terapeutas, Sean logra comunicarse más con Will superando sus mecanismos de defensa y, después de unas cuantas sesiones improductivas, Will comienza a abrirse.
Will está particularmente impresionado por la historia de cómo Sean conoció a su esposa: al renunciar a su boleto para el sexto juego de la Serie Mundial de 1975 -que resultó extraordinario, histórico e inolvidable-, después de enamorarse de ella a primera vista. Sean no se arrepiente de su decisión, ni se arrepiente de los últimos años de su matrimonio cuando su esposa estaba muriendo de cáncer. Esto anima a Will a tener una relación con Skylar, a pesar de que le miente sobre su pasado y se niega a presentarla a sus amigos o mostrarle su destartalado barrio. Will también desafía a Sean a tener una mirada objetiva de su propia vida, ya que no ha podido superar la muerte de su esposa.
Will comienza a irritarse ante las altas expectativas que tiene Lambeau, y se burla de las entrevistas de trabajo que organiza Lambeau para él. Tienen una fuerte discusión sobre su futuro y eso le molesta. En una ocasión, incluso envía a su amigo Chuckie a suplantarle en una de esas entrevistas.
Cuando Skylar le pregunta a Will si quiere mudarse a California con ella, él entra en pánico, revelando entre lágrimas que es huérfano y que su padre adoptivo abusó físicamente de él —no queda muy claro hasta qué punto, pero puede sospecharse lo peor dado el trauma que le originó—. Skylar le dice a Will que ella lo ama, pero él le niega su amor y la deja.
Mientras, comienza a despreciar su trabajo con Lambeau, desechando la investigación matemática que ha estado haciendo. Sean señala que Will es adepto a anticipar el fracaso futuro en sus relaciones interpersonales y las sabotea deliberadamente, con el fin de evitar el riesgo de dolor emocional. Cuando se niega a dar una respuesta honesta sobre lo que quiere hacer con su vida, Sean le muestra la puerta.
Will dice a Chuckie que quiere ser un obrero para el resto de su vida; Chuckie responde que sería un insulto a sus amigos porque perdería su potencial, y que su mayor deseo es que salga a buscar algo más grande. Will decide aceptar una de las ofertas de trabajo organizada por Lambeau.
En otra sesión de terapia, Sean y Will comparten que ambos fueron víctimas de abuso infantil, y Sean ayuda a Will a aceptar que el abuso que sufrió no fue su culpa. Después de haber ayudado a Will a superar sus problemas, Sean se reconcilia con Lambeau y decide tomarse un año sabático para viajar por el mundo. 
Cuando los amigos de Will le obsequian con un Chevrolet Nova reconstruido por su vigésimo primer cumpleaños, decide pasar de sus ofertas de trabajo lucrativas y conduce a California para reunirse con Skylar.

## Reparto
| Personaje                  | Actor             |
| -------------------------- | ----------------- |
| Will Hunting               | Matt Damon        |
| Sean Maguire               | Robin Williams    |
| Chuckie Sullivan           | Ben Affleck       |
| Prof. Gerard Lambeau       | Stellan Skarsgård |
| Skylar                     | Minnie Driver     |
| Morgan O'Mally             | Casey Affleck     |
| Billy McBride              | Cole Hauser       |
| Tom (asistente de Lambeau) | John Mighton      |
| Henry Lipkin (psicólogo)   | George Plimpton   |

## Desarrollo
Ben Affleck y Matt Damon originalmente escribieron el guion como un thriller: un hombre joven en las rudas y violentas calles del sur de Boston, que posee una inteligencia superior, es elegido por el FBI para trabajar para el gobierno. El presidente de Castle Rock Entertainment, Rob Reiner, más tarde les recomendó abandonar el lado thriller de la historia para concentrarse en la relación entre Will Hunting (Damon) y su psicólogo (Williams). A petición de Reiner, el destacado guionista William Goldman leyó el guion y sugirió que el clímax de la historia fuera la decisión de Will de seguir a su novia Skylar a California. Goldman ha negado en reiteradas ocasiones el persistente rumor de que él escribió Good Will Hunting o que haya sido el encargado de revisar el guion. En su libro, Which Lie Did I Tell?, Goldman escribe que luego de haber leído el guion y pasado un día con los escritores, su única contribución fue haber estado de acuerdo con los comentarios que Rob Reiner había hecho. Él escribe: «creo que la razón por la que el mundo tan ansiosamente cree que Matt Damon y Ben Affleck no escribieron el guion son simples celos. Ellos eran jóvenes, guapos y famosos».
Castle Rock compró el guion por 675 000 dólares contra $775 000, lo cual significaba que Affleck y Damon podrían ganar unos 100 000 dólares adicionales si la película era producida y ellos hubieran recibido crédito sólo como guionistas. Sin embargo, el estudio se resistió a la idea de que Affleck y Damon tuvieran los papeles protagónicos, y muchos ejecutivos del estudio afirman que querían en su lugar a Brad Pitt y Leonardo DiCaprio. Durante el tiempo en que Damon y Affleck tuvieron la reunión con Castle Rock, el director Kevin Smith se encontraba trabajando con Affleck en Mallrats y con Affleck y Damon en Chasing Amy. Viendo que ambos estaban teniendo problemas con Castle Rock, Smith y su productor en socio Scott Mosier le llevaron el guion a Miramax. Esto llevó a que finalmente ambos recibieran crédito como coproductores ejecutivos de la película. Finalmente, Miramax compró el guion a Castle Rock.
Luego de haber adquirido los derechos de Castle Rock, Miramax dio luz verde para poner a la película en producción. Muchos directores reconocidos fueron originalmente considerados para dirigirla, incluyendo a Mel Gibson, Michael Mann y Steven Soderbergh. Originalmente, Affleck le preguntó a Kevin Smith si estaría interesado en dirigir la película. Smith declinó la oferta, diciendo que necesitaban a un «buen director», que él sólo dirigía los guiones que él mismo escribía y que no era muy buen director visual. Affleck y Damon más tarde eligieron a Gus Van Sant, cuyos trabajos anteriores como Drugstore Cowboy (1989) habían dejado una impresión favorable en los incipientes guionistas. Miramax fue persuadida y contrató a Van Sant para dirigir el filme.

## Premios

### Premios Óscar
| Año  | Categoría               | Persona                    | Resultado |
| ---- | ----------------------- | -------------------------- | --------- |
| 1997 | Mejor película          | Lawrence Bender            | Nominada  |
| 1997 | Mejor director          | Gus Van Sant               | Nominado  |
| 1997 | Mejor actor             | Matt Damon                 | Nominado  |
| 1997 | Mejor actor de reparto  | Robin Williams             | Ganador   |
| 1997 | Mejor actriz de reparto | Minnie Driver              | Nominada  |
| 1997 | Mejor guion original    | Matt Damon y Ben Affleck   | Ganador   |
| 1997 | Mejor banda sonora      | Danny Elfman               | Nominado  |
| 1997 | Mejor montaje           | Pietro Scalia              | Nominado  |
| 1997 | Mejor canción original  | Miss Misery, Elliott Smith | Nominado  |

### Otros premios
- 1997, Globos de Oro: Premio a mejor guion. 4 nominaciones.[3]
- 1997, National Board of Review: Premios Especial por su aportación (Damon & Affleck).[4]
- 1997, Critics' Choice Awards: Premio a mejor guion original y a artista revelación (Damon)[5]
- 1997, Sindicato de Productores (PGA): Nominada a Mejor película.
- 1997, Sindicato de Directores (DGA): Nominada a Mejor director.
- 1997, Sindicato de Guionistas (WGA): Nominada a Mejor guion original.
- 1997, Sindicato de Actores (SAG): Premio a mejor actor secundario (Williams). 4 nominaciones.
- 1997, Asociación de Críticos de Chicago: Premio a mejor actor revelación (Matt Damon).
- 1998, Festival de Berlín: Oso de Plata - Logro individual sobresaliente (Matt Damon).